# Soffredo
Soffredo (documentato anche come Soffredo Errico Gaetani, mentre il nome di battesimo è riportato anche come Soffrido o Goffredo) (Pistoia, ... – Pistoia, 14 dicembre 1210) è stato un cardinale italiano.

## Biografia
Fu creato cardinale diacono di Santa Maria in Via Lata nel concistoro celebrato a metà del 1182. Partecipò al conclave del 1185 in cui fu eletto papa Urbano III. Nel 1187 assieme al cardinale Andrea Bobone fu nominato legato pontificio in Francia per mediare la pace tra re Filippo II e re Enrico II d'Inghilterra; i due legati riuscirono a trovare una tregua di due anni tra le parti.
Partecipò al conclave dell'ottobre 1187 in cui fu eletto papa Gregorio VIII.
Partecipò al conclave del dicembre 1187 in cui fu eletto papa Clemente III. Nel 1188 con il cardinale Pietro Diana fu mediatore tra Genova e Pisa.
Partecipò al conclave del 1191 che elesse papa Celestino III.
Partecipò al conclave del 1198 in cui fu eletto papa Innocenzo III. Durante l'estate del 1198, assieme al cardinale Pietro Capuano, fu scelto come legato papale al seguito delle armate crociate che stavano per intraprendere una nuova crociata, ma mentre Soffredo rimase ancora in Curia, il cardinal Capuano si trasferì subito a Venezia per preparare la traversata.
Nel 1201 il capitolo della  cattedrale metropolitana di Ravenna lo richiese come arcivescovo, ma il papa preferì rigettare la promozione, perché voleva il cardinale presso la sua corte in Roma. Fino al maggio 1202, quando partì per la Terra santa, Soffredo restò in Curia e rappresentò l'accusa in alcuni processi.
Arrivato ad Acri, si trasferì a Tripoli per porre fine alle dispute riguardo alla successione tra Boemondo IV d'Antiochia e re Leone II d'Armenia, conflitto che per anni aveva ritardato gli sforzi degli Stati Crociati. I delegati papali per mesi cercano di trovare una soluzione tra le parti, ma senza successo.
Il 16 agosto 1203 il papa lo scelse come patriarca di Gerusalemme, ma l'anno successivo si dimise. Nell'autunno del 1204 si trasferì con il cardinale Capuano a Costantinopoli, che dall'aprile di quello stesso anno era in mano dei Crociati. Mentre il cardinale Capuano rimase in città, il cardinale Soffredo viaggiò fino al regno di Tessalonica, il cui regnante era Bonifacio I del Monferrato, per chiedergli aiuto per l'affermazione del clero latino nel nuovo Impero. Nell'agosto 1205 Soffredo ritornò in Curia e il 5 dicembre successivo sottoscrisse un privilegio papale per la prima volta dopo la sua legazione in Terra Santa.
Trascorse gli ultimi anni in ritiro, probabilmente a Pistoia, svolgendo incarichi minori. Dal 1208 fu cardinale protopresbitero.